# Гжатск (Новосибирская область)
Гжатск — село в Куйбышевском районе Новосибирской области. Административный центр Гжатского сельсовета.

## География
Площадь села — 91 гектар.

## История
Основано в 1852 году. В 1926 году село состояло из 194 хозяйств, основное население — русские. В административном отношении являлось центром Гжатского сельсовета Верх-Ичинского района Барабинского округа Сибирского края.

## Население
| 1926 | 2002 | 2007 | 2010 |
| ---- | ---- | ---- | ---- |
| 1129 | ↘638 | ↗727 | ↘585 |

## Инфраструктура
В селе по данным на 2007 год функционируют 1 учреждение здравоохранения и 2 учреждения образования.